# Hydrobiosis johnsi
Hydrobiosis johnsi är en nattsländeart som beskrevs av Mcfarlane in Mcfarlane och Cowie 1981. Hydrobiosis johnsi ingår i släktet Hydrobiosis och familjen Hydrobiosidae. Inga underarter finns listade i Catalogue of Life.